# Kalde spor
Kalde spor è un film del 1962, diretto da Arne Skouen. Il film è stato selezionato come candidatura norvegese per l'Oscar al miglior film in lingua straniera dei Premi Oscar 1963, senza tuttavia ottenere una nomination; è stato presentato anche al Festival cinematografico internazionale di Mosca 1963 .